# Intentona de Yauco
La Intentona de Yauco de 24-26 de marzo de 1897 fue la segunda y última revuelta importante a favor de la independencia contra el régimen español en Puerto Rico. Fue organizada por el Comité Revolucionario de Puerto Rico en el municipio suroeste de Yauco, 29 años después de la primera revuelta fallida del Grito de Lares. Durante la Intentona de Yauco, la bandera actual de Puerto Rico ondeó en la isla por primera vez como símbolo revolucionario representando la anhelada independencia de la isla.
La primera rebelión importante de 1868 se conoce como Grito de Lares. Tras el fracaso de esta efímera rebelión muchos de los cabecillas y participantes fueron encarcelados, y algunos ejecutados. Los que sobrevivieron al final de sus condenas fueron liberados y algunos se exiliaron, principalmente en Nueva York. Poco después de la revuelta de 1868, España dio a la isla muchas reformas liberales. Se extendieron a Puerto Rico algunas disposiciones de la constitución liberal que se había hecho extensiva a sus antiguos territorios de ultramar en América. Las reformas políticas concedían a los puertorriqueños la participación en elecciones especiales insulares y la formación de partidos políticos oficialmente reconocidos. Durante los años siguientes, las protestas de menor calado contra la gobernación centralista que surgieron en varias poblaciones de la isla fueron rápidamente sofocadas por las autoridades.
Los líderes del Grito de Lares que estaban exiliados en Nueva York se unieron al Comité Revolucionario de Puerto Rico, fundado el 8 de diciembre de 1895, para continuar el empeño por la independencia. En 1897, con la ayuda de líderes locales del movimiento de independencia de la villa de Yauco, organizaron otro levantamiento, que sería conocido como la Intentona de Yauco. Los grupos autonomistas de la isla, que creían que esta intentona se convertiría en una amenaza a su lucha por conseguir autonomía política, se opusieron a la acción. A las autoridades locales les llegaron los rumores de los planes para el suceso, cono que actuaron rápidamente y sofocaron lo que sería la última insurrección de importancia en la isla contra el régimen centralista español.

## Antecedentes

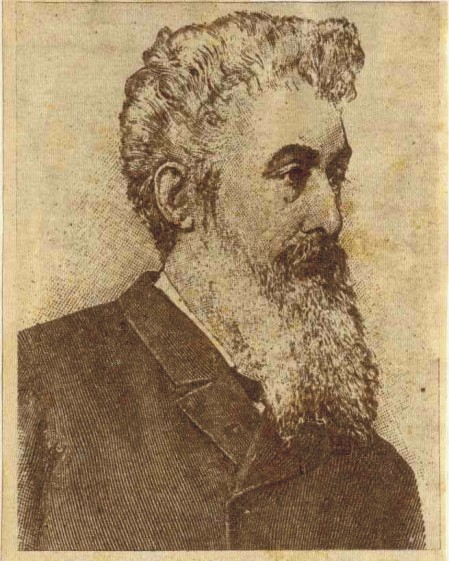
El doctor Ramón Emeterio Betances

El 23 de septiembre de 1868, poco después de haberse iniciado la Revolución Gloriosa, que destronaría a la reina Isabel II, se produjo la primera insurrección de relevancia contra el gobierno español en la localidad de Lares. La rebelión, que había sido planeada por los nacionalistas puertorriqueños, Dr. Ramón Emeterio Betances y Segundo Ruiz Belvís, fue llevada a cabo por varias células revolucionarias en la isla dirigidas por Manuel Rojas, Mathias Brugman, Mariana Bracetti, Juan Rius Rivera, Juan de Mata Terreforte y Aurelio Méndez Martinez, entre otros. Tomaron la villa de Lares y después salieron para tomar la siguiente localidad, San Sebastián del Pepino. La milicia española de Puerto Rico sorprendió al grupo con una fuerte resistencia, causando gran confusión entre los rebeldes armados. Comandados por Manuel Rojas, estos se retiraron a Lares. El gobernador Julián Pavía ordenó a la milicia rodear a los rebeldes y rápidamente acabó con la insurrección.
Unos 475 rebeldes, entre los que estaban Manuel Rojas, Mariana Bracetti y Juan Rius Rivera, fueron encerrados en la cárcel local de Arecibo. El 17 de noviembre, un tribunal militar los declaró culpables de sedición y rebelión y los sentenció a muerte. Entretanto, en Madrid, Eugenio María de Hostos y otros puertorriqueños prominentes intercedieron con éxito ante el presidente del Gobierno Provisional, el general Francisco Serrano, que recién había encabezado una revolución contra la monarquía española. En un esfuerzo por rebajar las tensiones en la isla, el nuevo Gobernador, José Laureano Sanz, concedió una amnistía general a principios de 1869 y todos los presos salieron libres. Betances, Rojas, Rius Rivera, Terreforte, Méndez Martínez y muchos más fueron deportados al exilio.
El Gobierno español tenía el temor de perder las dos posesiones que aún le quedaban a España en el hemisferio occidental, Cuba y Puerto Rico, a manos de insurrectos independentistas. A raíz de la insurrección de Lares España le dio a Puerto Rico el estatus de provincia con representación en las Cortes y la extensión a los puertorriqueños de los mismos derechos que la Constitución otorgaba a los peninsulares —libertad de asociación y libertad de prensa— y con ello ya pudieron participar en elecciones y formar partidos políticos oficialmente reconocidos.

## Protestas y enfrentamientos políticos e independentistas

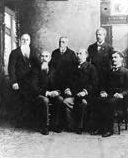
Comité Revolucionario de Puerto Rico.
(de pie I-D) Manuel Besosa, Aurelio Méndez Martínez y Sotero Figueroa; (sentados I-D) Juan de Mata Terreforte, Dr. José Julio Henna y Roberto H. Todd

Durante los años inmediatamente posteriores al Grito, se produjeron protestas y enfrentamientos de menor importancia con las autoridades españolas en Las Marías, Adjuntas, Utuado, Vieques, Bayamón, Ciales y Toa Baja (Palo Seco).
En julio de 1871, un grupo de personas atacó a soldados españoles y a miembros de la milicia local en San Juan, la capital de Puerto Rico. El teniente general Gabriel Baldrich, Gobernador de la isla, impuso la ley marcial. Algunos de los altercados se produjeron entre las facciones políticas liberal y conservadora de la isla y no estuvieron relacionados con el movimiento independentista. Entre estos estuvieron el Motín de Yabucoa de 1871, La Estrella y los Sucesos de Camuy de 1873.
El 8 de diciembre de 1895 se fundó en Nueva York el Comité Revolucionario Puertorriqueño, en el que se habían juntado muchos exiliados. Este grupo promovía un ideal de independencia de Puerto Rico respecto de España. Incluía como miembros a participantes en el Grito de Lares tales como Ramón Emeterio Betances, Juan Rius Rivera, Juan de Mata Terreforte y Aurelio Méndez Martínez. El comité nombró a Terreforte como su vicepresidente. En 1892, Terreforte y los miembros del Comité Revolucionario adoptaron el diseño de una bandera similar a la cubana pero con los colores invertidos. Esta nueva bandera, destinada a representar a la República de Puerto Rico es la usada actualmente en la isla.

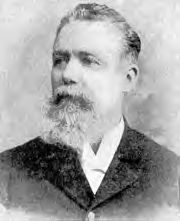
Antonio Mattei Lluberas

En 1896, un grupo de yaucanos (habitantes de Yauco) partidarios de la total independencia de Puerto Rico reunieron fuerzas y se encontraron en Barrio Barinas, donde trazaron planes para derribar al gobierno. El grupo estaba encabezado por Antonio Mattei Lluberas, un acaudalado plantador cafetalero, y Mateo Mercado. En diciembre de ese año, la Guardia Civil descubrió sus planes y procedió a detener a todos los involucrados, incluidos otros miembros como Darío y Carlos Franchesi y Emiliano Lavergue, aunque fueron liberados pronto y regresaron a sus hogares.
En 1897, Mattei Lluberas hizo una visita al Comité Revolucionario Puertorriqueño en Nueva York. Allí se encontró con Betances, Terreforte y Méndez Martínez; juntos planearon un golpe de envergadura. Betances sería el que lo dirigiera, Méndez Mercado lo organizaría y el general Rius Rivera comandaría la fuerza armada. En aquel momento, Rius Rivera, que se había unido al Ejército Cubano de Liberación y a la lucha de José Martí por la independencia de Cuba, era el comandante en jefe del Ejército Cubano de Liberación de Poniente. Mattei Lluberas compró 30 000 machetes, que serían distribuidos entre los rebeldes. Regresó a Puerto Rico con una bandera puertorriqueña y comenzó a a desarrollar los planes de rebelión. Los hermanos Budet Rivera montaron un campamento de adiestramiento de insurgentes en el predio de Guillermo Velazco. Los rebeldes Gerardo Forest Vélez y Agustín F. Morales (general del ejército de la República Dominicana) se encargaron de la propaganda. Viajaron por toda la isla para recabar apoyo popular para su causa. El revolucionario cubano Tomás Estrada Palma ofreció una contribución de 500 fusiles con medio millón de cartucho de munición y uno de sus camaradas ofreció un vapor equipado con una fuerza de doscientos hombres bajo el mando del general Morales. La revolución quedó programada para comienzos de diciembre de 1897.
En esa época, Luis Muñoz Rivera y su Partido Autonomista habían firmado un pacto con Práxedes Mateo Sagasta, el líder del Partido Liberal español. Sagasta había prometido que si él y los liberales asumían el poder en España le concedería a Puerto Rico la autonomía. Los principales líderes políticos de Puerto Rico pensaron que buscar la independencia total en esos momentos pondría en riesgo su labor para conseguir autonomía y propiciaría una dura represión de parte de las autoridades españolas. Cuando el alcalde de Yauco, Francisco Lluch Barreras, oyó los rumores del levantamiento que se estaba preparando notificó inmediatamente al general Sabas Marín González, Gobernador de la isla.

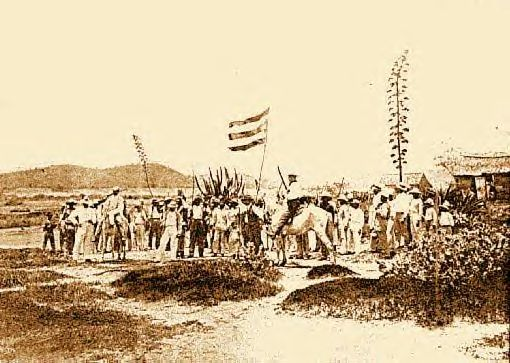
Bandera enarbolada por Fidel Vélez y sus hombres durante la "Intentona de Yauco".

Fidel Vélez, uno de los líderes separatistas, descubrió que las autoridades españolas sabían de los planes y enseguida se reunió con Mattei Lluberas y los otros cabecillas. Temiendo un arresto inminente, exigió que la insurrección comenzase inmediatamente en vez de esperar a diciembre. Los otros líderes temían que tal acción apresurada llevase a los mismos resultados desastrosos que ocurrieron cuando El Grito de Lares.
El 24 de marzo de 1897, Fidel Vélez y José Maldonado Román "Águila Blanca" reunieron un pequeño ejército a las afueras del pueblo de Yauco, en Susúa Arriba, donde enarbolaron la bandera puertorriqueña por primera vez en la isla y, luego, marcharon hacia la población. Decidieron atacar el cuartel de la Guardia Civil para apoderarse de las armas y la munición allí almacenadas. Cuando los insurgentes llegaron las fuerzas españolas, que habían tomado posiciones defensivas, les tendieron una emboscada. Se produjo un tiroteo y los rebeldes se retiraron rápidamente.
El 26 de marzo, otro grupo, dirigido por José Nicolás Quiñones Torres y Ramón Torres, atacó a los españoles en el barrio Quebradas de Yauco pero fueron derrotados. Fueron detenidos más de 150 rebeldes, condenados por varios delitos contra el estado y encarcelados en la ciudad de Ponce. Vélez huyó a Saint Thomas donde vivió exiliado mientras que Mattei Lluberas se exilió en Nueva York y se integró en un grupo conocido como la "Comisión Puertorriqueña".

## Hechos posteriores

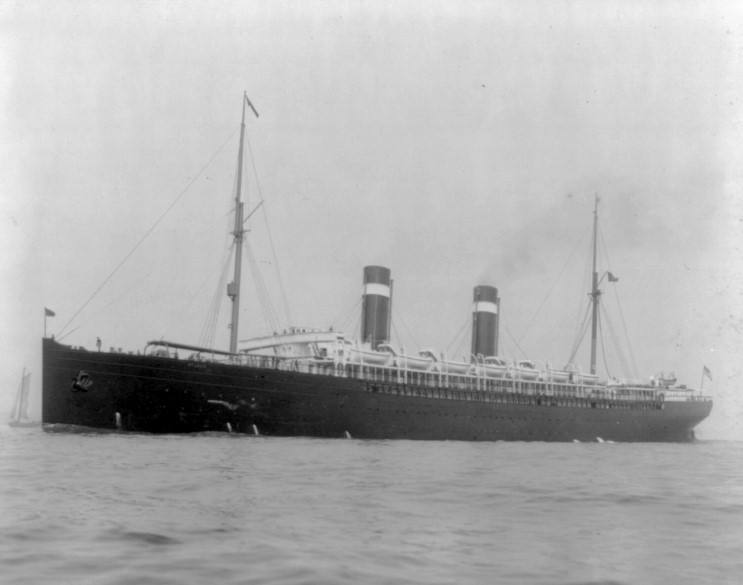
SS St. Louis

El partido de Sagasta ganó las elecciones en España y el 25 de noviembre de 1897, España le concedió autonomía a Puerto Rico. Muñoz Rivera se convirtió en Secretario de Gracia, Justicia y Gobernación, y Jefe de Gabinete del gobierno autónomo de Puerto Rico. En diciembre de 1897, los que habían participado en la Intentona de Yauco fueron indultados y salieron de la cárcel.
Tras el hundimiento del acorazado estadounidense USS Maine en La Habana, Cuba, los Estados Unidos enviaron un ultimátum a España para retirarse de Cuba. En respuesta, España rompió relaciones diplomáticas con EE. UU. y, el 23 de abril de 1898, España declaró la guerra. El 25 de abril, el Congreso de EE. UU. declaró que un estado de guerra entre los Estados Unidos y España había existido desde el 20 de abril. Uno de los principales objetivos de los Estados Unidos en la guerra Hispano-Estadounidense era hacerse con el control de las dos islas españolas en el Caribe: Puerto Rico y Cuba.
Mattei Lluberas y la Comisión Puertorriqueña en Nueva York habían estado intentando durante un tiempo convencer al Presidente William McKinley de invadir Puerto Rico. Tras la victoria de las armas estadounidenses en Cuba, McKinley aprobó la invasión de Puerto Rico. Un convoy de barcos zarpó de Tampa, Florida y el 21 de julio otro convoy partió de Guantánamo en un viaje de cuatro días hasta Puerto Rico. El major general Nelson A. Miles, comandante general del Ejército, desembarcó sus tropas en la región sur de la isla, eligiendo Guánica —entonces parte del municipio de Yauco— como zona de desembarco. El 31 de julio de 1898, Mattei Lluberas y su grupo arribaron a Ponce a bordo del SS St. Louis y fueron asignados al cuartel del general Miles. El 13 de agosto, finalizó la Puerto Rican Campaign.
Bajo las condiciones del tratado de París de 1898, ratificado el 10 de diciembre de 1898, Estados Unidos tomó posesión de Puerto Rico. En 1904, Mattei Lluberas fue electo como Alcalde de Yauco representando al anexionista (a EE. UU.) Partido Republicano de Puerto Rico. Mattei Lluberas murió el 15 de enero de 1908. Fidel Vélez volvió a Sabana Grande, su pueblo natal, y vivió allí hasta 1950, cuando falleció por causas naturales a los 86 años de edad.